# Asio priscus
Asio priscus (сова каліфорнійська) — вимерлий вид совоподібних птахів родини совових (Strigidae). Птах був описаний за викопними рештками, знайденими на островах Ченнел, що в часи останнього льодовикового періоду були об'єднані в один острів Санта-Роза.